# Interkros

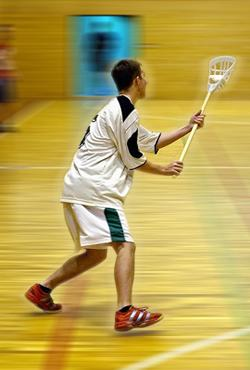
Interkros

Interkros (neoficiálně i softkros) je bezkontaktní kolektivní sport a míčová hra, která vzešla z lakrosu. Proti sobě v ní nastupují minimálně dvě pětičlenná družstva. Cílem hry je dopravit míč pomocí speciální lakrosky do branky.

## Historie
Sport začal vznikat v roce 1980 v Kanadě, kde tým sociologů, psychologů a učitelů tělesné výchovy vytvořil nový bezkontaktní sport pro děti, který vzešel z principů lakrosu a byl hratelný ve školních tělocvičnách. V roce 1982 vznikla první oficiální pravidla interkrosu a v roce 1985 se hrál první oficiální zápas mužů. V tomto roce byla založena i Mezinárodní interkrosová federace (FIIC) se sídlem v Montrealu (dnes Paříž), jejímž cílem byla propagace nového sportu a rozvoj v zahraničí. Sport si razil cestu nejprve do Evropy.

## Pravidla
Interkros se hraje ve čtyřech hráčích v poli a jedním brankářem. Hraje se na dvě třetiny po 15 minutách na hřišti pokud možno 20 x 40m. Většinou v tělocvičně ale i na venkovní umělé trávě. Hráči nepotřebují žádné chrániče (někteří mají chrániče na oči, plastové brýle), protože hráči se sebe nesmí ani dotknout. Hráči mají kovové tyče (výjimečně ještě dřevěné) s kompletní umělohmotnou „hlavou“. Míče jsou větší než u ostatních druhů lacrossu a jsou lehčí. V interkrosu není žádný face ani vhazování. Hráči si jednoduše na začátku hřiště střihnou a kdo vyhraje, má míč. V této verzi padá velmi mnoho gólů, ale samozřejmě záleží na brankáři a na schopnostech hráčů. Konečný výsledek může činit například 35:25, ale také 12:15. Doba na útok je omezena na 30s, míč v držení hráče na 3 sekundy, což činí interkros velmi rychlou a napínavou hrou.
Interkros hrají muži i ženy společně, na úrovni mistrovství světa jsou soutěže oddělené.